# Chevrolet Corvair Monza GT
El Chevrolet Corvair Monza GT fue un prototipo de automóvil experimental de motor central construido en 1962 y basado en el modelo anterior de la serie Chevrolet Corvair. Como era esencialmente un concept car o prototipo, el Monza GT no entró en producción.

## Diseño y desarrollo
Bajo la dirección de Bill Mitchell, el cupé Corvair Monza GT fue diseñado por Larry Shinoda y Tony Lapine en 1962, tomando prestado del prototipoTestudo diseñado por Bertone. Al igual que el diseño anterior, las puertas del GT se abrieron hacia arriba y en realidad eran una cubierta frontal abatible que se extendía a la sección B; la cubierta trasera del motor también abisagraba en la parte trasera. El motor era un Corvair estándar de 145 pies cúbicos (2.380 cc), 102 CV (76 kW), seis con dos carburadores. A diferencia de la producción de Corvair, el motor GT se montó delante del transeje, giró 180 grados y se montó como un diseño de motor central. El chasis presentaba una distancia entre ejes de 92 in (2,337 mm), 16 in (406 mm) más corta que la producción de Corvair. Las dimensiones generales se redujeron de manera similar con una longitud de 162 pulgadas (4,114.8 mm) y una altura de 42 pulgadas (1,067 mm).
Además de su aspecto aerodinámico, el Monza GT tenía características innovadoras, como llantas de aleación de magnesio, frenos de disco en las 4 ruedas, asientos fijos de 4 varillas con pedales ajustables. Estas características eventualmente aparecerían en los autos de producción, años más tarde.
Algunas de las características de estilo del GT, en particular la parte trasera, fueron la inspiración para el Corvair 1965–1969. El ingeniero de la División Pontiac Motor, Bill Collins, tomó mucho del diseño de Corvair Monza GT cuando desarrolló las versiones coupé y convertible de sus prototipos Banshee de 1964. El diseño también influiría en el prototipo Chevrolet Mako Shark II de 1965 y en el Corvette (C3) 1968-1982 que claramente se parecía a él, tres años después.

## Historia
Presentado al público en junio de 1962 en Elkhart Lake en una carrera de Sports Car Club of America para las clases de producción A y B, el Corvair Monza GT fue un éxito instantáneo entre los entusiastas. Los reporteros comentaron que el auto era "magnífico".
El cupé Chevrolet Corvair Monza GT realizó una gira junto con el Monza SS (Spyder) a principios de 1963, y se presentó públicamente en el New York International Auto Show. Aunque ambos autos se basaban fundamentalmente en los componentes del tren motriz Corvair existentes, cada uno representaba un desarrollo del diseño Corvair. En el convertible SS, el motor, con cuatro carburadores, se dejó en su ubicación de stock detrás del transeje, permitiendo una distancia entre ejes más corta (88 in (2,235 mm).
Aunque los SS se acercaron a la producción en serie, ambos autos terminaron solo como conceptos, ligados a la suerte de Corvair, que cayó después de que el vehículo fue declarado inseguro por el defensor pionero del consumidor Ralph Nader.
Hasta donde llegó el Corvair Monza GT fue Disneyland, donde se usó como base para la atracción de viaje en automóvil de World of Tomorrow.
Hoy en día, el concept car Corvair Monza GT es uno de los más de 700 vehículos que se encuentran en la Colección GM Heritage de vehículos de importancia histórica.